# Xã Erie, Quận Whiteside, Illinois
Xã Erie (tiếng Anh: Erie Township) là một xã thuộc quận Whiteside, tiểu bang Illinois, Hoa Kỳ. Năm 2010, dân số của xã này là 2.006 người.